# Gouvernement Bekkaï II
Monarchie constitutionnelle
Bekkai I Gouvernement Balafrej
Le gouvernement Bekkai II est le deuxième gouvernement du royaume du Maroc depuis son indépendance en 1955. Il est formé à la suite du remaniement ministériel du 26 octobre 1956 par le Dahir N° 1.56.269 et est dirigé par Mbarek Bekkai. Il est dissout le 16 avril 1958 et remplacé par le gouvernement Balafrej.

## Composition
|                       | Portefeuille                                   | Nom                         | Parti politique |
| --------------------- | ---------------------------------------------- | --------------------------- | --------------- |
| Présidence du Conseil |                                                |                             |                 |
|                       | Président du Conseil                           | Bekkay Ben M’barek Lahbil   | Indépendant     |
| Ministres             |                                                |                             |                 |
|                       | Ministre des Affaires étrangères               | Ahmed Balafrej              | PI              |
|                       | Ministre d’État chargé de la Fonction publique | Mohamed Rachid Mouline      | PLD             |
|                       | Ministre de la Justice                         | Abdelkrim Benjelloun Touimi | PI              |
|                       | Ministre de l'Intérieur                        | Driss M’hammedi             | Indépendant     |
|                       | Ministre de l’Economie nationale               | Abderrahim Bouabid          | PI              |
|                       | Ministre de l'Éducation nationale              | Mohamed Ghali El Fassi      | PI              |
|                       | Ministre de l’Agriculture                      | Omar Benabdeljalil          | PI              |
|                       | Ministre des Travaux publics                   | Mohamed Douiri              | PI              |
|                       | Ministre de l’Information et du Tourisme       | Ahmed Réda Guédira          | PLD             |
|                       | Ministre de la Santé publique                  | Abdelmalek Faraj            | Indépendant     |
|                       | Ministre de l’Emploi et des Affaires sociales  | Abdellah Ibrahim            | PI              |
|                       | Ministre des PTT                               | Léon Benzaken               | Indépendant     |